# Campeón de Campeones 2004-05
La copa Campeón de Campeones 2004-05 fue la XLI edición del Campeón de Campeones y la tercera bajo el nuevo formato, que enfrentó al campeón de la Apertura 2004: UNAM y al campeón del Clausura 2005: América. América venció en la serie al vigente ganador del certamen UNAM y alcanzó su quinto trofeo de este tipo.

## Sistema de competición
Disputarán la copa Campeón de Campeones 2004-05 los campeones de los torneos Apertura 2004 y Clausura 2005. El Club con mayor número de puntos en la Tabla general de clasificación de la Temporada 2004-2005, (tabla que suma los puntos obtenidos por los Clubes participantes durante ambos Torneos) y tomando en cuenta los criterios de desempate establecidos en el reglamento de competencia, será el que juegue como local el partido de vuelta, eligiendo el horario del mismo y debiéndose jugar obligatoriamente en sábado y miércoles.
El Club vencedor del Campeón de Campeones será aquel que en los dos partidos anote el mayor número de goles, criterio conocido como marcador global. Si al término del tiempo reglamentario el partido está empatado, se agregarán dos tiempos extras de 15 minutos cada uno. De persistir el empate en estos periodos, se procederá a lanzar tiros penales, hasta que resulte un vencedor.

## Información de los equipos
| Equipo  | Entrenador     | Estadio                | Ciudad           | Patrocinador | Kit   |
| ------- | -------------- | ---------------------- | ---------------- | ------------ | ----- |
| América | Mario Carrillo | Azteca                 | Ciudad de México | Bimbo        | Nike  |
| UNAM    | Hugo Sánchez   | Olímpico Universitario | Ciudad de México | Banamex      | Lotto |

## Partidos

### América-UNAM
| 23 de julio de 2005, 17:00 UTC-6 | UNAM | 0:0 | América | Estadio Olímpico Universitario, Ciudad de México             |  |
|                                  |      |     |         | Asistencia: 55 000 espectadores Árbitro(s): Germán Arredondo |  |

| 27 de julio de 2005, 20:30 UTC-6            | América        | 2:1 (0:0) | UNAM             | Estadio Azteca, Ciudad de México                              |                                                               |
|                                             | Kléber 63' 68' | Reporte   | Ochoa 52' (a.g.) | Asistencia: 60 000 espectadores Árbitro(s): Armando Archundia | Asistencia: 60 000 espectadores Árbitro(s): Armando Archundia |
| América Campeón de Campeones 2004-05 (2:1). |                |           |                  |                                                               |                                                               |

### Final - Ida[3]
| 12    | POR   | Sergio Bernal     |     |
| 5     | DEF   | Israel Castro     | 84' |
| 4     | DEF   | Darío Verón       |     |
| 3     | DEF   | Joaquín Beltrán   |     |
| 6     | DEF   | Gonzalo Pineda    |     |
| 16    | MED   | Gerardo Galindo   |     |
| 7     | MED   | Leandro Augusto   |     |
| 11    | MED   | José Luis López   |     |
| 10    | MED   | Ailton Da Silva   | 61' |
| 8     | DEL   | Antonio De Nigris | 73' |
| 9     | DEL   | Bruno Marioni     |     |
| D. T. | D. T. | Hugo Sánchez      |     |

| 1     | POR   | Guillermo Ochoa     |     |
| 3     | DEF   | José Antonio Castro |     |
| 16    | DEF   | Ricardo Rojas       |     |
| 5     | DEF   | Duilio Davino       |     |
| 28    | DEF   | Raúl Salinas        | 46' |
| 4     | MED   | Óscar Rojas         |     |
| 18    | MED   | Germán Villa        |     |
| 11    | MED   | Irênio Soares       | 46' |
| 10    | MED   | Cuauhtémoc Blanco   |     |
| 7     | DEL   | Claudio López       |     |
| 23    | DEL   | Kléber Boas         | 61' |
| D. T. | D. T. | Mario Carrillo      |     |

| 20 | Centrocampista | Ismael Íñiguez  | 61' |
| 22 | Delantero      | Martín Cardetti | 73' |
| 17 | Centrocampista | David Toledo    | 84' |

| 22 | Centrocampista | Alvin Mendoza    | 46' |
| 26 | Centrocampista | Francisco Torres | 46' |
| 9  | Delantero      | Reinaldo Navia   | 61' |

| 33' · 55' · 80' | Antonio De Nigris Ailton Da Silva Israel Castro |

| 11' · 69' · 75' | Germán Villa Alvin Mendoza Cuauhtémoc Blanco |

| Principal | Germán Arredondo |

| 12    | POR   | Sergio Bernal     |     |
| 5     | DEF   | Israel Castro     | 84' |
| 4     | DEF   | Darío Verón       |     |
| 3     | DEF   | Joaquín Beltrán   |     |
| 6     | DEF   | Gonzalo Pineda    |     |
| 16    | MED   | Gerardo Galindo   |     |
| 7     | MED   | Leandro Augusto   |     |
| 11    | MED   | José Luis López   |     |
| 10    | MED   | Ailton Da Silva   | 61' |
| 8     | DEL   | Antonio De Nigris | 73' |
| 9     | DEL   | Bruno Marioni     |     |
| D. T. | D. T. | Hugo Sánchez      |     |

| 1     | POR   | Guillermo Ochoa     |     |
| 3     | DEF   | José Antonio Castro |     |
| 16    | DEF   | Ricardo Rojas       |     |
| 5     | DEF   | Duilio Davino       |     |
| 28    | DEF   | Raúl Salinas        | 46' |
| 4     | MED   | Óscar Rojas         |     |
| 18    | MED   | Germán Villa        |     |
| 11    | MED   | Irênio Soares       | 46' |
| 10    | MED   | Cuauhtémoc Blanco   |     |
| 7     | DEL   | Claudio López       |     |
| 23    | DEL   | Kléber Boas         | 61' |
| D. T. | D. T. | Mario Carrillo      |     |

| 20 | Centrocampista | Ismael Íñiguez  | 61' |
| 22 | Delantero      | Martín Cardetti | 73' |
| 17 | Centrocampista | David Toledo    | 84' |

| 22 | Centrocampista | Alvin Mendoza    | 46' |
| 26 | Centrocampista | Francisco Torres | 46' |
| 9  | Delantero      | Reinaldo Navia   | 61' |

| 33' · 55' · 80' | Antonio De Nigris Ailton Da Silva Israel Castro |

| 11' · 69' · 75' | Germán Villa Alvin Mendoza Cuauhtémoc Blanco |

| Principal | Germán Arredondo |

| 12    | POR   | Sergio Bernal     |     |
| 5     | DEF   | Israel Castro     | 84' |
| 4     | DEF   | Darío Verón       |     |
| 3     | DEF   | Joaquín Beltrán   |     |
| 6     | DEF   | Gonzalo Pineda    |     |
| 16    | MED   | Gerardo Galindo   |     |
| 7     | MED   | Leandro Augusto   |     |
| 11    | MED   | José Luis López   |     |
| 10    | MED   | Ailton Da Silva   | 61' |
| 8     | DEL   | Antonio De Nigris | 73' |
| 9     | DEL   | Bruno Marioni     |     |
| D. T. | D. T. | Hugo Sánchez      |     |

| 1     | POR   | Guillermo Ochoa     |     |
| 3     | DEF   | José Antonio Castro |     |
| 16    | DEF   | Ricardo Rojas       |     |
| 5     | DEF   | Duilio Davino       |     |
| 28    | DEF   | Raúl Salinas        | 46' |
| 4     | MED   | Óscar Rojas         |     |
| 18    | MED   | Germán Villa        |     |
| 11    | MED   | Irênio Soares       | 46' |
| 10    | MED   | Cuauhtémoc Blanco   |     |
| 7     | DEL   | Claudio López       |     |
| 23    | DEL   | Kléber Boas         | 61' |
| D. T. | D. T. | Mario Carrillo      |     |

| 20 | Centrocampista | Ismael Íñiguez  | 61' |
| 22 | Delantero      | Martín Cardetti | 73' |
| 17 | Centrocampista | David Toledo    | 84' |

| 22 | Centrocampista | Alvin Mendoza    | 46' |
| 26 | Centrocampista | Francisco Torres | 46' |
| 9  | Delantero      | Reinaldo Navia   | 61' |

| 33' · 55' · 80' | Antonio De Nigris Ailton Da Silva Israel Castro |

| 11' · 69' · 75' | Germán Villa Alvin Mendoza Cuauhtémoc Blanco |

| Principal | Germán Arredondo |

| 12    | POR   | Sergio Bernal     |     |
| 5     | DEF   | Israel Castro     | 84' |
| 4     | DEF   | Darío Verón       |     |
| 3     | DEF   | Joaquín Beltrán   |     |
| 6     | DEF   | Gonzalo Pineda    |     |
| 16    | MED   | Gerardo Galindo   |     |
| 7     | MED   | Leandro Augusto   |     |
| 11    | MED   | José Luis López   |     |
| 10    | MED   | Ailton Da Silva   | 61' |
| 8     | DEL   | Antonio De Nigris | 73' |
| 9     | DEL   | Bruno Marioni     |     |
| D. T. | D. T. | Hugo Sánchez      |     |

| 1     | POR   | Guillermo Ochoa     |     |
| 3     | DEF   | José Antonio Castro |     |
| 16    | DEF   | Ricardo Rojas       |     |
| 5     | DEF   | Duilio Davino       |     |
| 28    | DEF   | Raúl Salinas        | 46' |
| 4     | MED   | Óscar Rojas         |     |
| 18    | MED   | Germán Villa        |     |
| 11    | MED   | Irênio Soares       | 46' |
| 10    | MED   | Cuauhtémoc Blanco   |     |
| 7     | DEL   | Claudio López       |     |
| 23    | DEL   | Kléber Boas         | 61' |
| D. T. | D. T. | Mario Carrillo      |     |

| 20 | Centrocampista | Ismael Íñiguez  | 61' |
| 22 | Delantero      | Martín Cardetti | 73' |
| 17 | Centrocampista | David Toledo    | 84' |

| 22 | Centrocampista | Alvin Mendoza    | 46' |
| 26 | Centrocampista | Francisco Torres | 46' |
| 9  | Delantero      | Reinaldo Navia   | 61' |

| 33' · 55' · 80' | Antonio De Nigris Ailton Da Silva Israel Castro |

| 11' · 69' · 75' | Germán Villa Alvin Mendoza Cuauhtémoc Blanco |

| Principal | Germán Arredondo |

### Final - Vuelta[3]
| 1     | POR   | Guillermo Ochoa     |     |
| 3     | DEF   | José Antonio Castro |     |
| 16    | DEF   | Ricardo Rojas       |     |
| 5     | DEF   | Duilio Davino       |     |
| 4     | DEF   | Óscar Rojas         |     |
| 18    | MED   | Germán Villa        |     |
| 20    | MED   | Alejandro Argüello  | 46' |
| 26    | MED   | Francisco Torres    | 57' |
| 10    | MED   | Cuauhtémoc Blanco   |     |
| 7     | DEL   | Claudio López       | 78' |
| 23    | DEL   | Kléber Boas         |     |
| D. T. | D. T. | Mario Carrillo      |     |

| 12    | POR   | Sergio Bernal     |     |
| 5     | DEF   | Israel Castro     |     |
| 4     | DEF   | Darío Verón       |     |
| 3     | DEF   | Joaquín Beltrán   |     |
| 6     | DEF   | Gonzalo Pineda    |     |
| 16    | MED   | Gerardo Galindo   |     |
| 7     | MED   | Leandro Augusto   |     |
| 11    | MED   | José Luis López   | 76' |
| 10    | MED   | Ailton Da Silva   | 62' |
| 8     | DEL   | Antonio De Nigris |     |
| 9     | DEL   | Bruno Marioni     |     |
| D. T. | D. T. | Hugo Sánchez      |     |

| 11 | Centrocampista | Irênio Soares    | 46' |
| 17 | Delantero      | Aarón Padilla    | 57' |
| 2  | Defensa        | Ismael Rodríguez | 78' |

| 15 | Delantero | Joaquín Botero  | 62' |
| 22 | Delantero | Martín Cardetti | 76' |

| 63' · 68' | Kléber Boas | 1:1 2:1 |

| 52' (a.g.) | Guillermo Ochoa | 0:1 |

| 38' · 55' · 88' | José Antonio Castro Germán Villa Aarón Padilla |

| 38' · 53' · 88' | Antonio De Nigris Ailton Da Silva Gonzalo Pineda |

| Principal | Armando Archundia |

| 1     | POR   | Guillermo Ochoa     |     |
| 3     | DEF   | José Antonio Castro |     |
| 16    | DEF   | Ricardo Rojas       |     |
| 5     | DEF   | Duilio Davino       |     |
| 4     | DEF   | Óscar Rojas         |     |
| 18    | MED   | Germán Villa        |     |
| 20    | MED   | Alejandro Argüello  | 46' |
| 26    | MED   | Francisco Torres    | 57' |
| 10    | MED   | Cuauhtémoc Blanco   |     |
| 7     | DEL   | Claudio López       | 78' |
| 23    | DEL   | Kléber Boas         |     |
| D. T. | D. T. | Mario Carrillo      |     |

| 12    | POR   | Sergio Bernal     |     |
| 5     | DEF   | Israel Castro     |     |
| 4     | DEF   | Darío Verón       |     |
| 3     | DEF   | Joaquín Beltrán   |     |
| 6     | DEF   | Gonzalo Pineda    |     |
| 16    | MED   | Gerardo Galindo   |     |
| 7     | MED   | Leandro Augusto   |     |
| 11    | MED   | José Luis López   | 76' |
| 10    | MED   | Ailton Da Silva   | 62' |
| 8     | DEL   | Antonio De Nigris |     |
| 9     | DEL   | Bruno Marioni     |     |
| D. T. | D. T. | Hugo Sánchez      |     |

| 11 | Centrocampista | Irênio Soares    | 46' |
| 17 | Delantero      | Aarón Padilla    | 57' |
| 2  | Defensa        | Ismael Rodríguez | 78' |

| 15 | Delantero | Joaquín Botero  | 62' |
| 22 | Delantero | Martín Cardetti | 76' |

| 63' · 68' | Kléber Boas | 1:1 2:1 |

| 52' (a.g.) | Guillermo Ochoa | 0:1 |

| 38' · 55' · 88' | José Antonio Castro Germán Villa Aarón Padilla |

| 38' · 53' · 88' | Antonio De Nigris Ailton Da Silva Gonzalo Pineda |

| Principal | Armando Archundia |

| 1     | POR   | Guillermo Ochoa     |     |
| 3     | DEF   | José Antonio Castro |     |
| 16    | DEF   | Ricardo Rojas       |     |
| 5     | DEF   | Duilio Davino       |     |
| 4     | DEF   | Óscar Rojas         |     |
| 18    | MED   | Germán Villa        |     |
| 20    | MED   | Alejandro Argüello  | 46' |
| 26    | MED   | Francisco Torres    | 57' |
| 10    | MED   | Cuauhtémoc Blanco   |     |
| 7     | DEL   | Claudio López       | 78' |
| 23    | DEL   | Kléber Boas         |     |
| D. T. | D. T. | Mario Carrillo      |     |

| 12    | POR   | Sergio Bernal     |     |
| 5     | DEF   | Israel Castro     |     |
| 4     | DEF   | Darío Verón       |     |
| 3     | DEF   | Joaquín Beltrán   |     |
| 6     | DEF   | Gonzalo Pineda    |     |
| 16    | MED   | Gerardo Galindo   |     |
| 7     | MED   | Leandro Augusto   |     |
| 11    | MED   | José Luis López   | 76' |
| 10    | MED   | Ailton Da Silva   | 62' |
| 8     | DEL   | Antonio De Nigris |     |
| 9     | DEL   | Bruno Marioni     |     |
| D. T. | D. T. | Hugo Sánchez      |     |

| 11 | Centrocampista | Irênio Soares    | 46' |
| 17 | Delantero      | Aarón Padilla    | 57' |
| 2  | Defensa        | Ismael Rodríguez | 78' |

| 15 | Delantero | Joaquín Botero  | 62' |
| 22 | Delantero | Martín Cardetti | 76' |

| 63' · 68' | Kléber Boas | 1:1 2:1 |

| 52' (a.g.) | Guillermo Ochoa | 0:1 |

| 38' · 55' · 88' | José Antonio Castro Germán Villa Aarón Padilla |

| 38' · 53' · 88' | Antonio De Nigris Ailton Da Silva Gonzalo Pineda |

| Principal | Armando Archundia |

| 1     | POR   | Guillermo Ochoa     |     |
| 3     | DEF   | José Antonio Castro |     |
| 16    | DEF   | Ricardo Rojas       |     |
| 5     | DEF   | Duilio Davino       |     |
| 4     | DEF   | Óscar Rojas         |     |
| 18    | MED   | Germán Villa        |     |
| 20    | MED   | Alejandro Argüello  | 46' |
| 26    | MED   | Francisco Torres    | 57' |
| 10    | MED   | Cuauhtémoc Blanco   |     |
| 7     | DEL   | Claudio López       | 78' |
| 23    | DEL   | Kléber Boas         |     |
| D. T. | D. T. | Mario Carrillo      |     |

| 12    | POR   | Sergio Bernal     |     |
| 5     | DEF   | Israel Castro     |     |
| 4     | DEF   | Darío Verón       |     |
| 3     | DEF   | Joaquín Beltrán   |     |
| 6     | DEF   | Gonzalo Pineda    |     |
| 16    | MED   | Gerardo Galindo   |     |
| 7     | MED   | Leandro Augusto   |     |
| 11    | MED   | José Luis López   | 76' |
| 10    | MED   | Ailton Da Silva   | 62' |
| 8     | DEL   | Antonio De Nigris |     |
| 9     | DEL   | Bruno Marioni     |     |
| D. T. | D. T. | Hugo Sánchez      |     |

| 11 | Centrocampista | Irênio Soares    | 46' |
| 17 | Delantero      | Aarón Padilla    | 57' |
| 2  | Defensa        | Ismael Rodríguez | 78' |

| 15 | Delantero | Joaquín Botero  | 62' |
| 22 | Delantero | Martín Cardetti | 76' |

| 63' · 68' | Kléber Boas | 1:1 2:1 |

| 52' (a.g.) | Guillermo Ochoa | 0:1 |

| 38' · 55' · 88' | José Antonio Castro Germán Villa Aarón Padilla |

| 38' · 53' · 88' | Antonio De Nigris Ailton Da Silva Gonzalo Pineda |

| Principal | Armando Archundia |

| Campeón de Campeones 2004-05 |
| ---------------------------- |
|                              |
| América                      |
| 5.º Título                   |